# Лозница (нижний приток Ужа)
Лозница — правый приток реки Уж, протекающий по Коростенскому району (Житомирская область).

## География
Длина — 18 км. Площадь бассейна — 87,9 км². Русло реки (отметки уреза воды) в нижнем течении (село Лозница) находится на высоте 137,1 м над уровнем моря. Уклон реки — 2,0 м/км.
Берёт начало от ручьёв южнее села Любарка. Река течёт на северо-восток, север-запад. Впадает в реку Уж (на 122-м км от её устья) южнее села Булев.
Пойма занята болотами, лесами (доминирование сосны). Протекает по территории Древлянского природного заповедника.
Населённые пункты на реке (от истока к устью):
1. Любарка
2. Северовка[4]
3. Лозница
4. Анновка